# Brandenburg (Spezialeinheit)
Brandenburger war die Bezeichnung für Angehörige einer deutschen Spezialeinheit des Amtes Ausland/Abwehr des Oberkommandos der Wehrmacht während des Zweiten Weltkrieges. Zu ihren Hauptaufgaben gehörten Operationen und Kommandounternehmen hinter den feindlichen Linien. Zum Ziel hatten sie die überraschende Einnahme operativ wichtiger Angriffsziele und Kampfhandlungen durch Handstreiche und Hinterhalte oder durch die Kooperation mit verbündeten politischen Gruppierungen.
Häufig wurden Einsätze in Halbtarnung (übergeworfene Feinduniform) oder völkerrechtswidrig in Volltarnung (gesamte Ausrüstung und Uniform der Feindkräfte) geführt. Die Angehörigen dieser Division kamen zumeist aus der Gebirgstruppe oder traten freiwillig als Auslandsdeutsche und überzeugte Nationalsozialisten in diesen Verband ein, da sie Fremdsprachen beherrschten und mit den Lebensgewohnheiten im Einsatzraum vertraut waren. 
Die Division wurde bis kurz vor Kriegsende nie geschlossen eingesetzt, sondern war in einzelnen Kommandos den Heeresgruppen unterstellt, vielfach als infanteristische Einsatzreserve, und wurde ohne Rücksicht auf ihre besonderen Fähigkeiten „verheizt“, sowohl im unmittelbaren Frontgebiet in allen Feldzügen und auf allen Kriegsschauplätzen, als auch selbstständig im südlichen Afrika, Afghanistan, im Nahen Osten und im Kaukasus. Im späteren Kriegsverlauf wurden Teile der Spezialeinheit auch in der Partisanenbekämpfung in Jugoslawien, Griechenland (Attika) und Frankreich eingesetzt, bevor die Division in den letzten Kriegsmonaten mit Masse zu einer regulären Panzergrenadier-Division umgegliedert wurde.

## Aufbau und Gliederung
| Zeit                                 | Kommandobehörde               |
| ------------------------------------ | ----------------------------- |
| 10. Oktober 1939 bis 1. April 1943   | OKW / Amt Ausland/Abwehr      |
| 1. April 1943 bis 15. September 1944 | OKW / Wehrmachtführungsstab   |
| 15. September 1944 bis Februar 1945  | OKH / Generalstab des Heeres  |
| Februar bis 30. April 1945           | Panzerkorps „Großdeutschland“ |
| 30. April bis 10. Mai 1945           | LIX. Armeekorps               |

Noch vor Beginn des Krieges gegen Polen 1939 stellten die Abwehrabteilung II unter dem Kommando des Oberstleutnants i. G. Erwin von Lahousen und die Abwehrgruppen der Wehrkreise VIII und XVII, also der deutsche Militärgeheimdienst, auf Empfehlung von Hauptmann Theodor von Hippel mehrere „K-Trupps“ (K = Kampf) auf, die aus polnisch sprechenden Schlesiern und Volksdeutschen bestanden. Deren Aufgabe war es, wichtige Schlüsselpositionen zu besetzen und bis zum Eintreffen regulärer Wehrmachtverbände zu halten. So besetzte z. B. der 500 Mann starke „Kampfverband Ebbinghaus“ (auch „Freikorps Ebbinghaus“) unter dem Kommando von Hauptmann Ernst Ebbinghaus Industrieanlagen in Ostoberschlesien. Fast alle dieser Aktionen wurden mit Erfolg durchgeführt. Bekanntheit erlangte jedoch später das Unternehmen des „K-Trupp Herzner“ (Hans-Albrecht Herzner), welcher am 26. August, also am ursprünglich geplanten Datum des Überfalls auf Polen, den operativ wichtigen Tunnel am Jablunka-Pass einnahm und mehrere Stunden besetzt hielt, weil er nicht von der kurzfristigen Verschiebung des Angriffstermins benachrichtigt worden war. Er stieß mit seinen „gedeckten Kämpfern“ bis zur Bahnstation Mosty vor, in der Annahme, der Krieg gegen Polen sei bereits Realität.
| Truppenteil     | Standort                 | Sprachraum               |
| --------------- | ------------------------ | ------------------------ |
| Bataillons-Stab | Brandenburg              |                          |
| 1. Kompanie     | Baden bei Wien           | russisch-baltisch        |
| 2. Kompanie     | Brandenburg an der Havel | englisch-nordafrikanisch |
| 3. Kompanie     | Münstereifel             | tschechisch-jugoslawisch |
| 4. Kompanie     | Niederrhein              | u. a. polnisch           |

Die Angehörigen der „K-Trupps“ im Fall Weiss – dem deutschen Überfall auf Polen – waren zum überwiegenden Teil Zivilisten, die von der Abwehr extra für diese spezielle Verwendung militärisch und nachrichtendienstlich ausgebildet worden waren. Die Erfahrungen aus diesen Einsätzen gaben dann jedoch Anlass dazu, eine reguläre Truppe für Kommandounternehmen aufzustellen. So entstand unter dem Kommando von Theodor von Hippel am 15. Oktober 1939 auf dem ehemals österreichischen Truppenübungsplatz Bruck an der Leitha unter der Tarnbezeichnung Baulehrkompanie (D.K.) z. b. V. (D.K. = „Deutsche Kompanie“) die erste reguläre deutsche Kommandoeinheit, der bereits am 25. Oktober die Baulehrkompanie z. b. V. 800 in Brandenburg an der Havel folgte. Nachdem in zwei verschiedenen Standorten am 1. und 23. November 1939 zwei weitere Kompanien vorbereitet worden waren, wurden sie alle am 10. Januar 1940 im Baulehrbataillon z. b. V. 800 zusammengefasst. Dies war allerdings nur eine rein administrative Maßnahme, da die Einheiten auch weiterhin in verschiedenen Garnisonen untergebracht waren (siehe: Tabelle rechts unten). Die Organisation und Koordination aller Teileinheiten erfolgte durch den Stab des Bataillons, welcher ebenso wie die 2. Kompanie in Brandenburg an der Havel lag, weswegen der Verband innerhalb der deutschen Streitkräfte bald nur noch kurz als „Brandenburger“ bezeichnet wurde. Am 1. Juni 1940 erreichte die Größe des Verbandes einen Umfang, der eine Umbenennung in Lehrregiment Brandenburg z. b. V. 800 sinnvoll machte. Nun erst, nach zahlreichen Einsätzen, wurde die Bezeichnung „Brandenburger“ auch zum Synonym für deutsche Kommandoeinheiten.
Als dann im weiteren Kriegsverlauf fast ganz Europa und Teile Afrikas zum Kriegsschauplatz wurden, stiegen auch die Anforderungen an diese Art von Kommandoverbänden. So wurden zahlreiche neue Spezialeinheiten wie z. B. eine Fallschirmjägerkompanie aufgestellt.

### Sonderverband Brandenburg
Am 20. November 1942 erhielt der stark angewachsene Verband die Bezeichnung Sonderverband Brandenburg. Dieser administrative Verband in Regimentsstärke umfasste fünf Verbände, mit drei Bataillonen, einer Küstenjäger-Abteilung sowie einer Nachrichtenabteilung. Die Einrichtung erfolgte durch die Erweiterung des Lehrregiment Brandenburg z. b. V. 800.
Gliederung:
- Verband 801 mit drei Bataillonen (Brandenburg) aus I./800
- Verband 802 mit drei Bataillonen (Baden bei Wien, Admont) aus II./800
- Verband 803 mit drei Bataillonen (Düren) aus III./800
- Verband 804 mit drei Bataillonen (Langenargen) aus V-Kompanie 1 und 2 und aus Verband Könen (Tropenkompanie für das Afrikakorps)
- Verband 805 Abwehr-Stamm-Abteilung und Ergänzungs-Abteilung aus 3. bis 6. V-Kompanie und Ergänzungs-Kompanie
- Küstenjäger-Abteilung 800
- Nachrichten-Abteilung 800

### Division Brandenburg
Bereits am 1. April 1943 wurde der Sonderverband Brandenburg wiederum umbenannt und erhielt diesmal die Bezeichnung Division Brandenburg, was allerdings keinen wesentlichen Einfluss auf die Gliederung hatte.
Gliederung:
- Regiment 1 Brandenburg mit drei Bataillonen
- Regiment 2 Brandenburg mit drei Bataillonen
- Regiment 3 Brandenburg mit drei Bataillonen
- Regiment 4 Brandenburg mit drei Bataillonen und Legionärs-Bataillon
- Lehr-Regiment 5 Brandenburg mit Abwehr-Stamm- und Ergänzungs-Abteilung
- Küstenjäger-Abteilung Brandenburg
- Nachrichten-Abteilung Brandenburg

1944 wurde das Lehr-Regiment 5 Brandenburg in Lehr-Regiment Brandenburg mit zwei Bataillonen und Lehr-Regiment Kurfürst mit Abwehr-Stamm-Abteilung und Abwehrschule aufgeteilt.

## Personelle Zusammensetzung

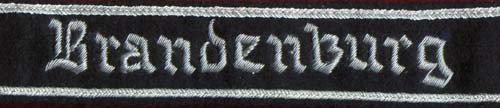
Ärmelband der Division „Brandenburg“, getragen ab 1944

Die ersten Angehörigen der „K-Trupps“ waren Volksdeutsche. Sie meldeten sich freiwillig oder wurden wegen ihrer Sprachfertigkeiten gezielt angeworben. In der Regel hatten diese Männer nicht in der Wehrmacht gedient und wurden nur kurz von der Abwehr II ausgebildet. Sie waren deswegen selbst keine Soldaten, sondern Zivilisten, obwohl sie von Wehrmachtsoffizieren geführt wurden. Dies änderte sich erst nach dem Überfall auf Polen, als die Angehörigen der neu aufgestellten Kommandotruppe den Status von Wehrmachtangehörigen erhielten, um zum einen die Möglichkeit zu disziplinarrechtlichen Maßnahmen zu eröffnen und zum anderen die Versorgung der Hinterbliebenen sicherzustellen.
Für die Rekrutierung der neuen Mannschaften stellte die Abwehr II hohe Anforderungen. „Die erste Voraussetzung war Freiwilligkeit, dann Wendigkeit und schnelle Reaktionsfähigkeit, die Gabe zu improvisieren, ein hohes Maß an Eigeninitiative auch beim letzten Schützen, gepaart mit ausgesprochener Kameradschaft; außerdem eine gewisse, aber disziplinierte Abenteuerlust, Takt im Umgang mit Fremdvölkern und natürlich körperliche Leistungsfähigkeit. Dringend erwünscht waren gediegene Auslands- und Sprachkenntnisse, die so weit gehen sollten, dass der Betreffende überzeugend als britischer Offizier oder Rotarmist auftreten konnte.“ Den ersten Grundstock der Baulehrkompanien bildeten die Angehörigen der „K-Trupps“ (Schlesier, Volks- und Sudetendeutsche). Mit der Ausweitung der Kriegsschauplätze kamen auch Deutsche aus anderen Regionen wie dem Baltikum, dem Balkan oder Südafrika hinzu, die sich über die NSDAP/AO zum Dienst in der Wehrmacht meldeten und sich damit dem möglichen Dienst in den Streitkräften ihrer neuen Heimatländer entzogen. Als sich die Nachricht von der neuen Elite-Einheit in der Wehrmacht herumsprach, meldeten sich Soldaten aus den regulären Heeresteilen. Erst als der Personalbedarf mehr und mehr wuchs, begannen Werbeoffiziere mit Anwerbungen in Truppenschulen der Wehrmacht. Bei der Auswahl von Rekruten wurde den Sprachkenntnissen und der Zuverlässigkeit größere Aufmerksamkeit gewidmet. Die Abwehr-Spezialausbildungen wurden dann in der Ausbildungsschule der Abwehr II (Quenzgut) nahe Brandenburg an der Havel vorgenommen. Da mit zunehmendem Umfang der Sonderverbände der Bedarf an sprachkundigen Kommandosoldaten nicht mehr gedeckt werden konnte, ging man dazu über, den militärischen Spezialisten sogenannte Kampfdolmetscher aus Einheimischen zur Seite zu stellen, zumeist Kriegsgefangene aus Minderheiten des Einsatzlandes.
Kampfdolmetscher waren Muttersprachler aus dem Einsatzgebiet, die meist in ihren Heimatländern eine militärische Ausbildung durchlaufen hatten und teilweise hochqualifiziert waren. Bei Einsätzen hinter gegnerischen Linien fiel ihnen die Aufgabe zu, für die Tarnung der Einsatzgruppe beim Auftreffen auf Militärpolizisten oder gegnerischen Kontrollposten zu sorgen. Da in solchen Situationen keine Rücksprache zwischen Kampfdolmetscher und deutschem Kommandotruppführer möglich war, lag bei den Dolmetschern oft eine große Verantwortung für die Einsatzgruppe. Besonders an der Ostfront war die Zahl der Kampfdolmetscher mit zunehmender Kriegsdauer oft größer als die Zahl der eigentlichen Kommandosoldaten.
Die Angehörigen der ersten neu aufgestellten Kommandotrupps waren meist ungedient und verfügten, abgesehen von den Angehörigen der ehemaligen „K-Trupps“, über keinerlei Einsatzerfahrung. Aus diesem Grund mussten 1939/40 für die Besetzung der höheren Ränge zunächst Unteroffiziere von regulären Wehrmachtverbänden und ältere Reserveoffiziere herangezogen werden, die über Kenntnisse über den Einsatzraum aus dem Ersten Weltkrieg oder Fachkenntnisse (Slawistik, Ethnologie) verfügten. Das Dienstverhältnis selbst entsprach dabei nicht immer dem starren Prinzip von Befehl und Gehorsam, da es oft vorkam, dass bei Einsätzen auch einfache Mannschaften schnell Entscheidungen für die ganze Gruppe treffen mussten, wenn sie z. B. als Einzige in der Gruppe die Landessprache beherrschten. Dies änderte sich allerdings mit der zunehmenden Vertruppung der Kommandoverbände und ihrem Einsatz als reguläre Grenadier-Division.
| Zeit                                   | Name                                               |
| -------------------------------------- | -------------------------------------------------- |
| 10. Oktober 1939 bis 12. Oktober 1940  | Hauptmann/Major Theodor von Hippel                 |
| 12. Oktober bis Ende Oktober 1940      | Major Hubertus von Aulock                          |
| 30. November 1940 bis 12. Februar 1943 | Oberstleutnant/Oberst Paul Haehling von Lanzenauer |
| 12. Februar 1943 bis 10. April 1944    | Generalmajor Alexander von Pfuhlstein              |
| 10. April bis 20. Oktober 1944         | Generalleutnant Friedrich Kühlwein                 |
| 20. Oktober 1944 bis 10. Mai 1945      | Generalmajor Hermann Schulte-Heuthaus              |

Nicht nur die Zugehörigkeit zur Kommandoeinheit, sondern auch die Kommandoaufträge beruhten auf Freiwilligkeit. So hieß es in einer Anweisung des Amtes Ausland/Abwehr vom 28. Juli 1943: „a) Die Beteiligung des deutschen Abwehrpersonals an einem Einsatz in Tarnkleidung zusammen mit russischen V-Leuten kann nicht befohlen werden. b) Freiwillige Teilnahme an Einsätzen in Tarnkleidung ist zulässig […] Zu der Entscheidung zu a) haben folgende Erwägungen geführt: Kommandierungen zu Einsätzen in russischer Uniform zusammen mit russischen V-Leuten sind nicht angängig, da einem deutschen Soldaten wegen der möglichen Folge, als Spion behandelt zu werden, nicht befohlen werden kann, sich außerhalb des geltenden Kriegsrechts zu stellen, auch wenn dieses von der Sowjetunion nicht anerkannt wird.“ Dass dies in der Praxis auch tatsächlich so gehandhabt wurde, zeigt das Beispiel von zwei Unteroffizieren, die ausgebildet worden waren, über Irland abzuspringen und Verbindung zur IRA aufzunehmen, und kurz vor Einsatzbeginn von diesem Auftrag zurücktraten. Der direkte Vorgesetzte der beiden Unteroffiziere bei der 14. Armee klagte sie wegen Feigheit vor dem Feind an. Die Klage wurde jedoch mit dem Verweis auf das Prinzip der Freiwilligkeit abgewiesen und keinem der Angeklagten entstanden im weiteren Verlauf des Krieges Karrierenachteile. Dieses Prinzip der Freiwilligkeit endete jedoch mit dem zunehmenden Einsatz als reguläre Infanterie.

## Einsatzverfahren
Kommandoeinsätze im Zweiten Weltkrieg waren zeitlich eng begrenzte und von kleinen Trupps ausgeführte Aktionen im gegnerischen Hinterland, also in einem Gebiet, das für reguläre Einheiten nicht zugänglich war. Zu den Kommandoeinsätzen zählten zum einen K-Einsätze (K = Kampf) zur Sicherung operativ oder wirtschaftlich wichtiger Objekte wie Brücken oder Industrieanlagen und zum anderen S-Einsätze (S = Sabotage) zur Störung und Lähmung gegnerischer Bewegungen. Von wesentlicher Bedeutung waren auch die I- und Z-Operationen (I = Insurrektion; Z = Zersetzung), deren Ziel es war, im gegnerischen Hinterland oppositionelle Bewegungen zu unterstützen und sogar Aufstände zu entfachen. Was diese Unternehmen von Stoßtrupps auf taktischer Ebene unterschied, war die Tatsache, dass sie sich auch geheimdienstlicher Methoden bedienten, wie z. B. falscher Identitäten, und der Einsatz in der operativen oder strategischen Tiefe des Feindraumes erfolgte. Nicht zum Aufgabenbereich zählte die gezielte Ermordung einzelner Persönlichkeiten, beispielsweise durch Attentate.
Die Unternehmen erfolgten sehr oft in Kooperation mit Einheimischen, die je nach Sichtweise als Widerstandskämpfer oder Kollaborateure betrachtet wurden. Dabei näherte man sich dem Zielobjekt in der Regel in Halb-, Voll- oder Mischtarnung. Bei der Halbtarnung wurden bei der Annäherung an das Objekt über der deutschen Uniform gegnerische Uniformteile oder Zivil getragen. Diese Tarnung wurde vor dem eigentlichen Kampf abgelegt. Von Volltarnung sprach man, wenn vollständige gegnerische Uniform auch während des Kampfes getragen wurde. Bei einer Mischtarnung traten nur einige der Soldaten in gegnerischer Uniform auf, während der größere Teil in deutscher Uniform von den Ersteren meist als angebliche deutsche Gefangene oder Deserteure durch die feindlichen Linien eskortiert wurde. Waffen und Munition versteckten die Abgeführten dann in oder unter ihrer Uniform. Zu Tarnzwecken wurden auch gegnerische Waffen und Fahrzeuge verwendet. Wie diese Mittel eingesetzt wurden, war den jeweiligen Einsatzführern überlassen, die allein für die Planung eines Unternehmens zuständig waren. Wenn ein Unternehmen direkt im Frontgebiet oder im unmittelbaren Hinterland erfolgte, unterstanden die Kommandoeinheiten den im jeweiligen Bereich zuständigen Kommandobehörden, wie Heeresgruppe, Armee oder Korps. Hierbei traten im Laufe des Krieges auch immer mehr Probleme auf, da diese die unterstellten Einheiten oder Verbände der Brandenburger ebenso wie die der Fallschirmjäger als infanteristische Reserve und Kampfgruppen einsetzten. Einsätze über größere Distanzen steuerte die Abwehr II selbst. Bei der konkreten Planung der Kommandounternehmen ließ man dem verantwortlichen Offizier im Sinne der Auftragstaktik volle Handlungsfreiheit, so dass es ihm überlassen blieb, auf welche Art der Auftrag durchgeführt wurde.

## Einsätze
Die Soldaten der „Brandenburger“ agierten oft in kleinen Gruppen, deren Tätigkeiten ein breites Aufgabenspektrum umfassten. Über viele dieser Einsätze liegen heute kaum mehr vollständige Akten vor, und falls Dokumente überliefert sind, ist eine Zuordnung meist wegen der Verwendung von Decknamen kaum möglich. Nur wenige seriöse Veröffentlichungen liegen zu den Unternehmen vor. Aufgrund dessen ist es nicht möglich, eine vollständige Auflistung aller Einsätze zu erstellen, und nur die wichtigsten und bekanntesten sind deshalb hier angeführt.

### Kommandoeinsätze

Truppenerkennungszeichen Fallschirm-Jäger-Bataillon „Brandenburg“ (1944)

Nach ihrer Aufstellung verwendete die Abwehr II die Soldaten der Spezialeinheit zunächst zum Schutz der rumänischen Ölfelder und später auch der Chromerz-Zufuhren aus der Türkei.
Erst während des Unternehmens Weserübung (Angriff auf Dänemark und Norwegen) im April 1940 kamen kleinere Kommandotrupps zur Sicherung operativ wichtiger Verkehrspunkte wie Brücken und Straßenkreuzungen in Dänemark und Norwegen zum Einsatz.
Die ersten größeren Einsätze fanden im Rahmen des Westfeldzuges statt. In der Nacht vom 9. zum 10. Mai 1940 eroberten getarnte Kommandos des Baulehrbataillons z. b. V. 800 operativ wichtige Brücken bei Maaseik (Belgien), Gennep, Berg, Uromon, Obicht und Stein in den Niederlanden. Am 27. Mai nahm ein weiteres Kommando die Meeresschleusen und Straßenbrücken bei Nieuwpoort in Belgien ein und verhinderte damit, dass der deutsche Vormarsch wie bereits 1914 durch geplante Überschwemmungen aufgehalten werden konnte.
Während des Unternehmens Marita (Angriff auf Jugoslawien und Griechenland) gelang dem II. Bataillon des Lehrregiments Brandenburg z. b. V. 800 am 6. April 1941 die Einnahme einer operativ wichtigen Brücke über den Vardar und des Eisernen Tores. Kurz darauf eroberte diese Einheit die Insel Euböa.
Weitere Einsätze zur Sicherung operativ wichtiger Objekte fanden 1941 in der Eröffnungsphase des Angriffs auf die Sowjetunion statt. Am bekanntesten wurde die Einnahme der Düna-Brücken bei Dünaburg am 28. Juni 1941, bei der Angehörige der 8. Kompanie die Brücke auf sowjetischen Beute-LKW überquerten, die Wachmannschaft überrumpelten und diese Stellung anschließend zwei Stunden lang gegen sowjetische Gegenangriffe hielten. Dabei fiel der Kompaniechef, Oberleutnant Hans-Wolfram Knaak, der postum zum Hauptmann befördert und mit dem Ritterkreuz des Eisernen Kreuzes ausgezeichnet wurde.
Zwischen dem 31. Mai und 4. Juni 1942 führte die 7. Kompanie des Regiments Brandenburg im besetzten Jugoslawien das Unternehmen „Forstrat“ durch. Das Ziel war es, den Tschetnik-Führer Draža Mihailović dingfest zu machen oder zu töten. Die Operation schlug fehl.
Im Herbst 1942 lösten Angehörige des Lehrregiments, als NKWD-Offiziere getarnt, Verwirrung hinter den Linien der Roten Armee im Raum Maikop im Kaukasus aus. Von Juni 1942 bis Februar 1943 wurden auch auf dem nordafrikanischen Kriegsschauplatz Kommandoeinsätze gegen die alliierten Nachschublinien in Ägypten, Libyen und Tunesien durchgeführt.

### Beispiel: Die Maas-Brücke bei Gennep 1940
Ein typisches Kommandounternehmen war der Einsatz bei Gennep 1940. Für den geplanten Westfeldzug erschien der Wehrmacht die Einnahme verschiedener Brücken über die Maas erforderlich. Ende Januar 1940 wurde der 22-jährige Leutnant der Reserve Dietrich Witzel von der 1. Kompanie des Baulehrbataillons z. b. V. 800 in die Zentrale der Abwehr II nach Berlin befohlen. Dort wurde er mit Luftaufnahmen von fünf Brücken vertraut gemacht, welche im Kommandoeinsatz eingenommen werden sollten. Witzel erhielt den Auftrag, Pläne zu erarbeiten, eine Kommandoeinheit aus dem Bataillon zusammenzustellen und eventuell Materialanforderungen bei der Abwehr II zu stellen. Zu diesem Zeitpunkt standen fast ausschließlich osteuropäische Freiwillige, aber keine holländischsprachigen Kommandosoldaten zur Verfügung. Witzel plante deshalb, die Einsätze in „Mischtarnung“ durchzuführen. Drei Kommandos sollten sich den jeweiligen Brücken als vorgebliche deutsche Deserteure in Begleitung niederländischer Gendarmen nähern. Die vierte Brücke sollte durch einen als Streckenarbeiter getarnten Trupp und die fünfte Brücke durch einen Trupp in Zivil genommen werden. Um die Tarnung zu vervollständigen, warb die Abwehr II gezielt niederländische „Kampfdolmetscher“ unter den Anhängern der nationalsozialistischen Mussert-Bewegung in Deutschland an. Mitte Februar erfolgte die Aufstellung des neuen Verbandes als 4. Kompanie des Baulehrbataillons z. b. V. 800. Ende des Monats wurden Abstimmungen zwischen der Kommandoeinheit und dem XXVI. Armeekorps getroffen, dem das Kommando für den Einsatz direkt unterstellt werden sollte. Im März 1940 wurde die Kompanie in ein Übungslager zwischen Kleve und Goch verlegt, wo man sich intensiv auf die Einsätze vorbereitete. Schwerpunkte der Ausbildung waren Nachtmärsche, Sprengstoffbeseitigung und Nahkampf. Da eine Aufklärung der Zielobjekte vor Ort nicht gestattet war, wurden die Truppführer anhand von Sandkastenmodellen in ihren Auftrag eingewiesen. Mitte April übernahm Oberleutnant Walther die Kompanieführung.
Am 9. Mai traf der Einsatzbefehl des XXVI. Armeekorps ein, woraufhin Tarnkleidung, Waffen und Ausrüstung an die Einsatzkräfte ausgegeben wurden. Um 23 Uhr traten alle fünf Trupps den Marsch zu ihren jeweiligen Zielobjekten an. Oberleutnant Walther führte den Einsatz gegen die Eisenbahnbrücke bei Gennep. Sein Trupp bestand aus sechs Kommandosoldaten und drei „Kampfdolmetschern“. Einer der Dolmetscher verweigerte an der Grenze jedoch den Weitermarsch und musste unter Bewachung durch einen Deutschen zurückgelassen werden. An der Brücke traf der Trupp demnach mit nur noch sieben Mann ein, fünf deutschen „Deserteuren“ und zwei niederländischen „Gendarmen“. Auf dem Brückendamm wurden vier niederländische Wachposten erst getäuscht und dann lautlos überwältigt. Einer der Dolmetscher und zwei Kommandosoldaten (davon einer verwundet) blieben am Brückenaufgang zurück, während die übrigen vier über die 150 Meter lange Brücke gingen. Ein Wachposten ließ sie passieren, doch auf dem jenseitigen Ufer wurden sie von alarmierten niederländischen Soldaten empfangen und mit neun Mann Bewachung abgeführt. Kurz darauf tauchten jedoch deutsche Tiefflieger auf und im Durcheinander gelang es den Soldaten, die niederländische Wachmannschaft zu überwältigen. Die vier Kommandosoldaten griffen dann die Brücke von Westen aus erneut an. Dabei eroberten sie drei Bunker und nahmen einige niederländische Soldaten gefangen. Kurz darauf erschien ein deutscher Panzerzug, um die Brücke endgültig zu sichern.
Die Einnahme der Brücke bei Gennep war von großer operativer Bedeutung. Die 9. Panzer-Division konnte auf ihr die Maas überschreiten und einige Tage später Verbindung zu den bei Moerdijk gelandeten deutschen Fallschirmjägern herstellen. Drei weitere Kommandounternehmen gegen die Maasbrücken gelangen ebenfalls. In einem Fall rückten die deutschen Heeresverbände jedoch nicht schnell genug nach, so dass die Niederländer Zeit fanden, die Brücke zurückzuerobern und zu sprengen.

### Weitere Auslandseinsätze
Einzelne Soldaten oder Einheiten der Brandenburg-Verbände kamen auch im Rahmen eher politischer Missionen im Ausland zum Einsatz. Insbesondere sollten in Teilen des britischen Weltreichs Unruhen ausgelöst werden,  um die britische Regierung zu veranlassen, Truppen in diese Regionen zu verlegen. Ein Beispiel dafür ist das Unternehmen Tiger in Afghanistan. Im April des Jahres 1941 entsandte das Amt Ausland/Abwehr des OKW Dietrich Witzel mit zwei Funkern nach Kabul, um dort in der deutschen Gesandtschaft einen Stützpunkt der Abwehr einzurichten, der als Basis für geheimdienstliche Operationen gegen Britisch-Indien dienen sollte. Die Einreise nach Afghanistan erfolgte getarnt als Kurier des Auswärtigen Amtes über Moskau und Termez. Besonders der als „Fakir von Ipi“ bekannte paschtunische Stammesführer Mirza Ali Khan, der zum Dschihad gegen die britischen Kolonialherren aufgerufen hatte, sollte unterstützt werden. Zwei weitere „Brandenburger“, Manfred Oberdörffer und Fred Brandt, die getarnt als Lepra-Studiengruppe zu Mirza Khan unterwegs waren, gerieten jedoch im Juli 1941 in einen Hinterhalt, bevor sie ihren Auftrag erfüllen konnten. Oberdörffer fiel und wurde auf dem europäischen Friedhof in Kabul beigesetzt.
Der Abwehrstützpunkt in Kabul sollte auch als Vorhut eines – allerdings nie realisierten – Vorstoßes der Wehrmacht über den Kaukasus nach Indien dienen. Zu seiner wichtigsten Aufgabe wurde jedoch die ursprünglich gar nicht vorgesehene Verbindung zum antibritischen Untergrund in Indien. Der indische Nationalistenführer Subhash Chandra Bose war vor einer Verhaftung durch die Engländern geflohen. Über Kabul, wo er sich vergeblich um die Unterstützung Moskaus für seine Pläne bemüht hatte, gelangte er Ende April 1941 nach Berlin. Von dort aus setzte er seinen Kampf um die Befreiung Indiens von der britischen Herrschaft mit Unterstützung der Achsenmächte fort. Die Gesandtschaft und der Abwehrstützpunkt in Kabul wurden nun zum konspirativen Scharnier zwischen Bose in Deutschland und seinen Vertrauten im antibritischen Untergrund in Indien, die in Kabul auch eine Sabotage-, Funk- und Chiffrier-Ausbildung erhielten. Gemeinsam mit ihnen wurden weitreichende Sabotagepläne erarbeitet. Im Laufe der Zeit gelang es ihnen aber doch noch, Kontakt zur sowjetischen Botschaft in Kabul aufzunehmen und auch von sowjetischer Seite Unterstützung zu erhalten.
Die Bedingungen für die konspirative Arbeit in Kabul verschlechterten sich jedoch angesichts des für die Achsenmächte negativen Kriegsverlaufs. Afghanistan blieb zwar bis zum Kriegsende neutral und die Gesandtschaft behielt ihren exterritorialen Status bis zum 8. Mai 1945; im September 1943 mussten aber Witzel und einer seiner Abwehrfunker auf Druck der Alliierten, die in der Präsenz der „Brandenburger“ eine Bedrohung sahen, Afghanistan verlassen. Die Verbindung zu den indischen Bose-Anhängern wurde vorher an die japanische Botschaft in Kabul übergeben, nicht zuletzt auch, weil Bose sich seit Frühjahr 1943 in Ostasien aufhielt.
In der Sowjetunion wurde im Rahmen der deutschen Sommeroffensive in Richtung der kaukasischen Ölfelder zwischen dem 25. August und 10. Dezember 1942 das Unternehmen Schamil durchgeführt.

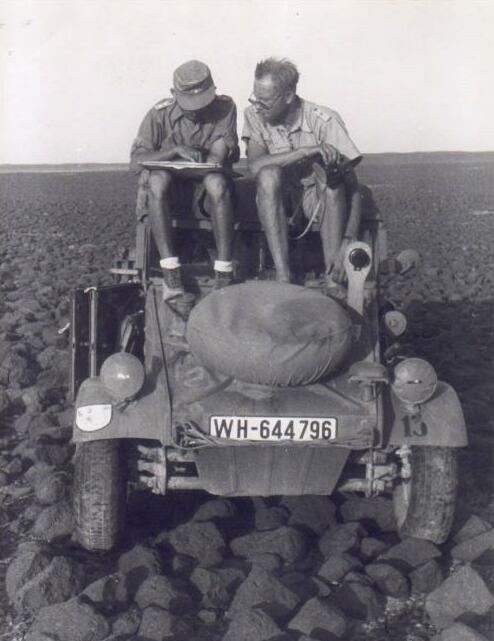
Ein Oberleutnant und ein weiterer Offizier des Sonderkommandos Dora Besalthamada

In Nordafrika wurde ein Sonderkommando der Brandenburger unter Führung des Hauptmanns Ladislaus Almásy im Rahmen der Operation Salaam eingesetzt. Die anschließende Operation Kondor unter Hauptmann Johannes Eppler konnte über einige Wochen im Jahre 1942 Informationen aus Kairo für das Afrikakorps beschaffen. Das Unternehmen Dora war ein Kommandounternehmen, das im Juni 1942 von der libyschen Hauptstadt Tripolis aus rund 4000 km quer durch die Sahara bis zum zentralafrikanischen Tschadsee vorstieß.
Das Unternehmen Mammut der Brandenburger sollte 1943 im Kurdengebiet Erdölfördereinrichtungen sabotieren, scheiterte in der Durchführung jedoch durch einen falschen Absetzpunkt.
Zum Einsatz zweier Wettertrupps unter Führung der Abwehr kam es in der Arktis auf der Inselgruppe Spitzbergen.
Ein taktischer Einsatz war die amphibische Landung der Küstenjäger-Abteilung der Division Brandenburg im Rahmen des Unternehmens Leopard, in Verbindung mit Kräften der 22. Infanterie-Division (Wehrmacht), um einen Brückenkopf auf der Insel Leros im Rahmen des Dodekanes-Feldzug zu bilden. Der Angriff erfolgte am 12. November. In der folgenden Nacht landeten zusätzlich Fallschirmjäger des Fallschirmjägerbataillons Brandenburg in der Inselmitte und die alliierten Kräfte wurden geteilt. Diese ergaben sich daraufhin am 16. November.
Laut dem Historiker Carlo Gentile war „die bekannteste und am längsten in Italien tätige Einheit“ das II. Bataillon des 3. Regiments der Sondereinheit Brandenburg. Es war seit Herbst 1943 zur Partisanenbekämpfung in den Abruzzen stationiert. Der Einsatzraum des Verbandes wurde später auf die Regionen Marken, Umbrien und Latium ausgedehnt und er wurde vom SS-Polizei-Regiment 20 und der Schwarzen Brigade 9 Septembre unterstützt. Das II. Bataillon war im Sommer 1944 auch kurze Zeit in der Toskana und Romagna eingesetzt, bevor es in die Westalpen verlegt und anschließend in die Aufklärungsabteilung der 157. Gebirgsdivision eingegliedert wurde.
Ab Juni 1944 wurde auch die 16. Kompanie des 4. Regiments für die „Bandenbekämpfung“ in Italien im rückwärtigen Raum der 5. Gebirgsdivision und der 71. Infanteriedivision um Gran Sasso, Camerino und Filottrano eingesetzt, zur gleichen Zeit das III. Bataillon des 3. Regiments in Nordwestitalien, das vorher in Istrien zur Bandenbekämpfung stationiert war. Später wurde das III. Bataillon in die 5. Gebirgsdivision eingegliedert.
Nach dem Staatsstreich Michaels I. und dem Seitenwechsel Rumäniens am 23. August 1944 ließ der Befehlshaber der Deutschen Luftwaffe in Rumänien, Generalleutnant Alfred Gerstenberg,  im Rahmen des Unternehmen Margarethe operativ wichtige Punkte innerhalb Bukarests durch das Fallschirmjägerbataillon Brandenburg besetzen.

### Völkerrechtliche Aspekte von Kommandoeinsätzen
Die Einsätze der Brandenburger erfolgten oft in Halb-, Voll- oder Mischtarnung und verstießen damit gegen die Haager Landkriegsordnung. Nach der HLKO gilt der Kombattantenstatus nur für Personen, die a) zentraler Befehlsgewalt unterstehen, b) zur Erkennung ein Abzeichen oder eine Uniform tragen, c) die Waffen offen tragen und d) selbst die Gesetze und Gebräuche des Krieges beachten (HLKO, Artikel 1). Falls ein Kommandosoldat also während eines Tarn-Einsatzes in Feinduniform oder in Zivil und mit verdeckt getragener Waffe in Gefangenschaft geriet, hatte er als Nichtkombattant keinen Anspruch auf den durch die HLKO geschützten Status als Kriegsgefangener und wurde in der Mehrzahl der Fälle nach Artikel 29 und 30 der HLKO als Spion behandelt und in Übereinstimmung mit dem Kriegsvölkergewohnheitsrecht standrechtlich erschossen. War der Kommandosoldat jedoch zum eigenen Heer zurückgekehrt und wurde erst später gefangen genommen, so war er nach Artikel 31 als Kriegsgefangener zu behandeln und konnte wegen früherer Spionageaktionen nicht belangt werden. Aufgrund dieser Argumentationslinie wurden zahlreiche Kommandosoldaten nach dem Krieg auch vor alliierten Militärgerichten freigesprochen; so unter anderem in einem aufsehenerregenden Prozess gegen Otto Skorzeny und acht weitere Angeklagte der Panzerbrigade 150 z. b. V., die während der Ardennenoffensive hinter den alliierten Linien operiert und dabei amerikanische Uniformen getragen hatten (→ siehe: Unternehmen Greif). Fünf Angehörige dieses Kommandounternehmens waren bereits 1944 gefangen genommen und standrechtlich erschossen worden. Das Gericht erklärte weiterhin, dass es sich bei einer Halbtarnung (nur Annäherung in gegnerischer Uniform) nicht um einen Missbrauch der gegnerischen Uniform (HLKO, Artikel 23) handele, sondern um eine Form der Kriegslist, die in Artikel 24 der HLKO ausdrücklich erlaubt war. Dagegen gilt Volltarnung (Annäherung und Kampf in gegnerischer Uniform) nach wie vor als unvereinbar mit dem von der HLKO geschützten Kombattanten-Status.

## Umgliederung zur regulären Heeres-Division

Truppenerkennungszeichen Division „Brandenburg“ (1943/44)

Zum Jahreswechsel 1942/43 erfolgte aus verschiedenen Gründen ein Umdenken gegenüber dem Sonderverband Brandenburg. Oft sahen Frontkommandeure in den ihnen nur kurzfristig unterstellten Einheiten eine Art „Feuerwehr“, die sie an den Krisenpunkten der Front einsetzten. Aufgrund der allmählich prekären Lage an den Fronten und um die großen personellen Verluste auszugleichen, musste die Einheit deshalb zunehmend als normale Fronttruppe verwendet werden. Dies geschah allerdings nie geschlossen, sondern immer nur bataillons- und regimentsweise. Zum anderen waren es höhere Offiziere des Sonderverbandes selbst, welche mehr sein wollten als bloße Verwalter von Bataillonen und Regimentern, die nur auf dem Papier eine Einheit bildeten. Nicht zuletzt trat ab dem Jahr 1942 auch eine deutliche Konkurrenz zur SS auf, welche erfolgreich versuchte, alle Kompetenzen in Sachen Kommandoeinsätze und Spionage an sich zu ziehen. Deshalb wurde die neu gebildete Division Brandenburg dem Wehrmachtführungsstab (WFSt) am 1. April 1943 direkt als reguläre Eingreifreserve unterstellt. Kommandoeinsätze wurden ab diesem Zeitpunkt entweder von Verbänden der Waffen-SS, dem Regiment Kurfürst oder der Frontaufklärungstruppe II durchgeführt, welche einen großen Teil des kommando-geschulten Personals des Sonderverbandes Brandenburg übernahmen (allein 350 in die Jagdverbände der Waffen-SS).
Das Attentat auf Hitler vom 20. Juli 1944 steigerte dessen Misstrauen gegenüber der Wehrmacht und besonders auch gegen die Division Brandenburg, da diese eine Schöpfung des denunzierten Widerstandsangehörigen Admiral Wilhelm Canaris war. Außerdem rückte die Rote Armee Anfang September 1944 in Bulgarien ein und drohte bald die deutschen Heeresgruppen auf dem Balkan anzugreifen. Unter diesen Umständen entschloss sich die Wehrmachtführung am 13. September 1944 die Regimenter der Division Brandenburg im Raum Belgrad zusammenzuziehen und zu einer regulären Panzergrenadier-Division umzuwandeln. So wurde die Kommandoeinheit im Zuge dieser Entwicklung zunächst in eine motorisierte Infanterie-Division umgegliedert und erhielt am 15. September 1944 den Namen Panzergrenadier-Division Brandenburg. Dazu wurde das 3. Regiment, das gerade in Italien stand, herausgelöst und als M.G.-Bataillon Generalfeldmarschall Kesselring verselbständigt. Das Personal des 4. Regimentes wurde auf die Regimenter 1 und 2 aufgeteilt, die nunmehr als Jäger-Regiment 1 Brandenburg bzw. Jäger-Regiment 2 Brandenburg den Kern der neuen Division bildeten. Dabei wurden Mitte Oktober 1944 auch Teile der Sturm-Division Rhodos eingegliedert. Am 20. Dezember 1944 folgte der Zusammenschluss der Panzergrenadier-Division Brandenburg mit der Division Großdeutschland zum Panzerkorps „Großdeutschland“. Da die Division innerhalb weniger Monate schwere Verluste erlitt, wurde im Februar 1945 eine Umgliederung und Auffrischung erforderlich. Am 10. März 1945 kam der Verband deshalb als Panzergrenadier-Regiment Brandenburg wieder zum Einsatz.

### Einsätze als regulärer Verband

Truppenerkennungszeichen der Panzergrenadier-Division „Brandenburg“ (1944/45)

Nachdem einige Einheiten des Verbandes bereits in den besetzten Gebieten der UdSSR zur Partisanenbekämpfung eingesetzt worden waren, erhielten ab dem Frühjahr 1943 sämtliche Einheiten diesen Auftrag auf dem Balkan. Das 1., 2. und 4. Regiment waren dabei in verlustreiche Kämpfe gegen Partisanen in Kroatien, Serbien und Griechenland verwickelt, während das 3. Regiment ähnliche Aufgaben in Südfrankreich und Italien wahrnahm. Ab dem August 1944 erfolgte der Einsatz des Fallschirm-Jäger-Bataillon „Brandenburg“ in Rumänien, wo dieses an der Besetzung Bukarests teilnahm. Die Einheit wurde jedoch von Verbänden der Roten Armee eingeschlossen und innerhalb weniger Tage vollständig aufgerieben.
Ab Ende September 1944 standen die Regimenter der Division an der Theiß und Donau in Abwehrkämpfen gegen die Rote Armee, noch bevor sie sich in Belgrad zur geplanten Umgliederung eingefunden hatten. Während der sowjetischen Offensive auf die jugoslawische Hauptstadt (→ Belgrader Operation) wurden Teile dieser Einheiten eingeschlossen und erlitten erhebliche Verluste, bevor sie zu den deutschen Linien durchbrechen konnten. Danach folgte der langsame Rückzug nach Südungarn im Verband der Heeresgruppe E. Zu diesem Zeitpunkt betrug die Gefechtsstärke der Division nur noch die eines halben Regimentes, weshalb sie taktisch der 71. Infanterie-Division unterstellt wurde. Zur Auffrischung verlegte man die Reste der Division zwischen dem 12. und 20. Dezember 1944 nach Ostpreußen, wo gleichzeitig der Zusammenschluss der Division mit der Division Großdeutschland zum Panzerkorps „Großdeutschland“ erfolgte. Die Bahnverladung der Division auf dem Truppenübungsplatz Arys (Ostpreußen) erfolgte am 13. Januar 1945 zum Transport in den Raum Litzmannstadt (pl. Lodz). Nach Beginn der sowjetischen Offensive am 15. Januar 1945 schlug sich der Großverband dann durch den Warthegau bis in die Schlesische Lausitz durch, wo er der Heeresgruppe Mitte unterstellt wurde. Von Anfang März bis Mitte April 1945 stand die Division im Raum Weißwasser an der Lausitzer Neiße. Am 16. April 1945 startete die Rote Armee mit einem Angriff auf breiter Front die Schlacht um Berlin. Die Division wurde im Raum Rothenburg-Penzig (nördlich Görlitz) eingekesselt; am 20. April gelang ihr der Ausbruch nach Löbau. Nachdem die Reste der Division um Bautzen gekämpft hatten, wurden sie am 3. Mai 1945 per Bahn in den Raum Mährisch-Ostrau in das Reichsprotektorat Böhmen und Mähren verbracht. Anfang Mai 1945 kämpften dort immer noch Einheiten der Division bei Olmütz und zogen sich bis in den Raum Deutsch-Brod zurück. Nach der Kapitulation der Wehrmacht marschierte ein Teil der Division nach Westen, während andere Teile sich einfach auflösten. Ein großer Teil ging in Tabor in sowjetische Kriegsgefangenschaft. Vielfach wurden Angehörige der Division von der tschechischen Bevölkerung ermordet.

### Kriegsverbrechen
Kurz nach dem Krieg wurden Angehörige der Einheit „Brandenburg“ mit Kriegsverbrechen in Verbindung gebracht. Im Mittelpunkt stand dabei oft das Massaker von Lemberg. Am 30. Juni 1941 wurde die Stadt vom I. Bataillon des Baulehrregimentes z. b. V. 800 zusammen mit dem ihm unterstellten ukrainischen Freiwilligenbataillon „Nachtigall“ besetzt. Obwohl die ukrainische Einheit ebenfalls von der Abwehr II aufgestellt und mit Rahmenpersonal des Baulehrregiments ausgestattet worden war, bildete sie selbst keinen Teil des Regimentes. Im Laufe der Besetzung kam es zu heftigen Ausschreitungen und Pogromen gegen die jüdische Bevölkerung der Stadt, denen eine unbestimmte Zahl Menschen zum Opfer fielen. Den Soldaten des I. Btl./Baulehrregiment z. b. V. 800 wird bis heute oft vorgeworfen, sich an diesen Ausschreitungen beteiligt bzw. diese angeheizt zu haben. Diese Vorwürfe wurden auch im Rahmen des Prozesses gegen den damaligen Minister für Vertriebene und ehemaligen Angehörigen des Bataillons „Nachtigall“ Theodor Oberländer (1905–1998) vor dem Landgericht Bonn im Jahre 1960/61 untersucht. Nach zahlreichen Zeugenvernehmungen kam das Gericht zu dem Schluss, dass es wahrscheinlich Ausschreitungen ukrainischer und deutscher Einheiten gegeben hätte. Dabei waren jedoch vorrangig Abteilungen der Feldgendarmerie im Blickpunkt des Gerichtes, während es zwar Indizien, aber keine Beweise für eine Beteiligung von Angehörigen der Einheit „Brandenburg“ gab. So bemerkte der Kommandeur des I. Btl./Baulehrregiment z. b. V. 800 (Major Friedrich Wilhelm Heinz) über die Einnahme Lembergs in seinem Abschlussbericht: „Die eigene Truppe ist, wie die Meldungen der Kompanien beweisen, über die Rohheitsakte und Quälereien empört. Sie hält ein unerbittliches Strafgericht an den Schuldigen am Massaker der Bolschewisten für unbedingt erforderlich, versteht jedoch nicht das Quälen und Erschießen wahllos zusammen getriebener Juden, darunter Frauen und Kinder. [...] Es ist dieselbe Truppe, die gestern jüdische Plünderer rücksichtslos niedergeschossen hat, aber kaltherzige Quälereien verwirft.“
Ein Kriegsverbrechen begingen Angehörige des Lehrregimentes z. b. V. 800 im syrmischen Dorf Grgurevci (heute Serbien) im Rahmen des Partisanenkrieges im Unabhängigen Staat Kroatien. Am 6. Juni 1942 erschossen Soldaten der Einheit mit Hilfe einiger Angehöriger der deutschen Volksgruppe mindestens 257 serbische Männer als Vergeltung für eigene Verluste, die die Einheit am Vortag hatte erleiden müssen.
Eindeutig belegt sind auch die Erschießungen eines gefangenen italienischen Offiziers (am 16. November 1943, über zwei Monate nach der Kapitulation Italiens) und dreier weiterer Gefangener (19. November 1943) durch Angehörige des 2. Regiments der Division „Brandenburg“. Im März 1990 wurde zudem der Bericht eines Obergefreiten eines Regiments der Division Brandenburg bekannt, dessen Kompanie Mitte November 1943 den Befehl erhalten hatte, italienische Offiziere gefangen zu nehmen, die sich, an Malaria erkrankt, beim Kriegsaustritt Italiens in einer nordalbanischen Stadt aufhielten und zu schwach oder zu gutgläubig waren, um fliehen zu können. Heftige Regenfälle machten die Wege unpassierbar, woraufhin die Kompanie den Befehl erhielt, „die Italiener zu liquidieren“. Insgesamt 41 Menschen wurden daraufhin am 22. November und weitere 18 am 24. November 1943 am Steilhang eines Flusses durch Genickschuss exekutiert und die Leichen in den Fluss gestoßen.
Im Zusammenhang mit dem Einsatz gegen Partisanen, besonders im Balkangebiet, ist auf den oft völkerrechtswidrigen Charakter dieser Kriegsführung zu verweisen. Kriegsverbrechen gegenüber Kombattanten waren hier auf beiden Seiten häufig. Erwiesen ist ferner, dass deutsche Einheiten bei der Partisanenbekämpfung zahlreiche Kriegsverbrechen auch gegenüber Zivilisten verübt haben, beispielsweise Geiselerschießungen und rechtswidrige Vergeltungsaktionen. Es ist demnach wahrscheinlich, dass Kriegsverbrechen auch durch die „Brandenburg“-Verbände verübt wurden, zumal sie in besonderem Maße in der Partisanenbekämpfung tätig waren. Bislang fehlen in diesem Kontext jedoch konkrete Belege, was sicherlich auch auf die schlechte Quellenlage zurückgeführt werden kann. Selbst wenn einzelne Akten eine Beteiligung von „Brandenburg“-Verbänden nahelegen (bspw. Vernehmungsprotokolle der Nürnberger Prozesse), steht eine umfassende Untersuchung zu diesem Thema noch aus.
Die Soldaten der 8. Kompanie des 3. Regiments werden für mehrere hundert Tötungen und Kriegsverbrechen, vor allem im Südwesten Frankreichs verantwortlich gemacht. Und waren für Ihr brutales Vorgehen berüchtigt. Zu der Zeit bestand die Einheit aus vielen französischen Freiwilligen. Nach Ende des Zweiten Weltkrieges wechselten Angehörigen der Einheit in die Fremdenlegion und kämpften im Indochinakrieg.

## Kontroversen um historische Bezüge zur Bundeswehr
Die kurz nach der Deutschen Wiedervereinigung neu aufgestellte Reserveformation der Bundeswehr in Potsdam war als Heimatschutzbrigade Brandenburg benannt worden (ähnlich der Heimatschutzbrigaden Freistaat Sachsen oder Mecklenburg.) Dies führte im Juni 1991 zu einer Debatte im Landtag Brandenburg, in der Bernhard Gonnermann (PDS) die Landesregierung dazu aufforderte, sich von dieser Benennung zu distanzieren und für eine Umbenennung einzusetzen, da es „politisch instinktlos und menschlich geschmacklos“ sei, den Namen einer Wehrmacht-Division zu verleihen, deren „faschistischen Gehalt und Verbrechenscharakter“ er für erwiesen ansah (dabei rechnete er fälschlicherweise den Sonderverband Bergmann und das Bataillon Nachtigall zur Einheit „Brandenburg“ hinzu.) Die Redner der Fraktionen der SPD und der Landesregierung stellten sich dem Antrag entgegen. Trotz ausländischer Beteiligung bei der Vereidigung der Einheit hätte es keinerlei Proteste gegeben und der Name der Einheiten solle in erster Linie deren Heimatverbundenheit unterstreichen. Ein Vergleich der jeweiligen Einheiten sei „unakzeptabel“. Der Antrag wurde schließlich mit 10 zu 38 Stimmen (16 Enthaltungen) abgelehnt.
In dem 2007 erschienenen Buch Geheime Krieger behaupteten die Autoren Wilhelm Walther, ehemaliger Offizier der „Brandenburger“, Brigadegeneral a. D. Reinhard Günzel, ehemaliger Kommandeur des Kommando Spezialkräfte (KSK) und GSG-9-Gründer Ulrich Wegener, die Verbände der Brandenburger seien ein legendäres Vorbild für das Kommando Spezialkräfte der Bundeswehr, und deren Korpsgeist sei ein Vorbild. Politiker des Verteidigungsausschusses des Deutschen Bundestages kritisierten das Ziehen dieser Traditionslinie zur Wehrmacht sowie die angeblichen „Dünkel“ der KSK-Soldaten. Aufsehen erregte diese von Walther, Günzel und Wegener gezogene Traditionslinie vor allem deswegen, weil das Selbstverständnis der Bundeswehr offiziell darauf gründet, nicht in der Tradition der Armee eines Unrechtsregimes zu stehen, sondern vielmehr eine eigene, demokratische Tradition begründet zu haben. Im Traditionserlass der Bundeswehr heißt es entsprechend: „Ein Unrechtsregime, wie das Dritte Reich, kann Tradition nicht begründen. […] Traditionen von Truppenteilen ehemaliger deutscher Streitkräfte werden an Bundeswehrtruppenteile nicht verliehen.“ Eine zusätzliche Brisanz ergab sich zudem durch den Umstand, dass das betreffende Buch im Pour le Mérite Verlag erschienen war, der zu dem – vom Verfassungsschutz als rechtsextrem eingestuften – Verlagskomplex des Verlegers Dietmar Munier gehört. Dies führte zu zahlreichen kritischen Berichten in der Presse. Die Fraktion Die LINKE im Bundestag richtete eine Kleine Anfrage an die Bundesregierung, in der sie um eine Stellungnahme zu den in Günzels Buch geäußerten Ansichten bat, das KSK sehe sich in der Tradition einer „Verbrecherischen Wehrmachtsdivision“ und „terroristischen Sondereinheit“. In seiner Antwort stellte das Verteidigungsministerium am 21. Mai 2007 fest: „Eine Anlehnung an Kommandoverbände der früheren Wehrmacht ist unsachgemäß, wäre undemokratisch, insgesamt wesensfremd und findet tatsächlich auch nicht statt.“
Im Jahr 2009 kam es erneut zu einer Kontroverse um Bezüge zwischen der Spezialeinheit „Brandenburg“ und der Bundeswehr: Das vom RBB produzierte TV-Magazin Kontraste berichtete, dass der im Auftrag des Militärgeschichtlichen Forschungsamts der Bundeswehr (MGFA) herausgegebene Band Wegweiser zur Geschichte: Afghanistan einen Text des ehemaligen Offiziers der „Brandenburger“ Dietrich Witzel enthielt, in dem er den Afghanistan-Einsatz im „Unternehmen Tiger“ während des Zweiten Weltkriegs aus seiner Sicht beschrieb. Der Text wurde von den Kontraste-Autoren als „Verharmlosung Hitlers Eroberungswahnsinns Richtung Indien“ bewertet, auch der für den Beitrag interviewte SPD-Bundestagsabgeordnete Sebastian Edathy protestierte dagegen, dass ein „früherer Beteiligter an der Umsetzung der NS-Ideologie“ für eine Veröffentlichung der Bundeswehr schreiben dürfe.
Der Text war außerdem 2007 in der vom MGFA herausgegebenen Zeitschrift Militärgeschichte abgedruckt worden. Das Buch, das allen Bundeswehrangehörigen bei Einsätzen in Afghanistan mit auf den Weg gegeben wird und in seiner Online-Version allgemein kostenlos zugänglich ist, wurde in Folge der Kontraste-Anfrage an das MGFA überarbeitet und Witzels Text durch eine vom Herausgeber und Historiker am MGFA Bernhard Chiari umgeschriebene Darstellung des „Unternehmens Tiger“ ersetzt. Zuvor war die von der Bundeswehr noch nicht ausgegebene Restauflage vernichtet worden. Der Bericht von Kontraste wurde von der Bundestagsfraktion Die Linke aufgegriffen und führte zu zwei von der Bundesregierung beantworteten Kleinen Anfragen.

## Filme
- Division Brandenburg (BRD 1960, Regie: Harald Philipp, mit Hanns Ernst Jäger, Wolfgang Reichmann, Heinz Weiss)
- Panzerzug nach Stalingrad (Russland/Weißrussland 2006, Regie: Zinovi Roizman)